# Partidul Social Democrat Lituanian
Partidul Social Democrat Lituanian (în limba lituaniană: Lietuvos socialdemokratų partija) este partidul de guvernământ din Lituania, format prin unirea Partidului Democratic al Muncii din Lituania și a Partidului Social Democrat Lituanian. Ocupă 45 de locuri în Dieta Lituaniană. Este condus de Algirdas Brazauskas.
În cadrul alegerilor prezidențiale din 13 iunie 2004, candidatul partidului, Česlovas Juršėnas, a câștigat 11,9 % din voturi. 